# みがわりアクシデンツ
『みがわりアクシデンツ』は、あろひろしによる日本の漫画作品。『週刊ヤングジャンプ増刊・ウルトラジャンプ』（集英社）にて1998年4月25日号から1999年1月25日号まで連載された。全10話。単行本は全1巻。
なお、本項では本作の元となった『裏・はたらくおじさん』シリーズについても解説する。

## 概要
売れない舞台役者・冴内健が、その才能に目を付けた「グローバル=トラブル代理店」社長・御河割ユカによって、アルバイトとして強制的に働かされる物語。同社は「顧客の身代わりとなって様々なトラブルを引き受ける」ことを主な業種としており、冴内はその中でも「土下座師」として何度も危険な目に遭うことになる。
同作者の作品『裏・はたらくおじさん』シリーズが元になっている。商業誌における同シリーズの発表は2話のみだが、作者は同シリーズのアイディアを他にもいくつか考えており、そのうちの一つをふくらませたものが本作につながったという。
同作者の過去作『優&魅衣』の登場人物の一人・剛田業が、グローバル=トラブル代理店の従業員としてゲスト出演している。

## 登場人物
冴内健（さえない けん）
「劇団死期」に所属する青年役者。涙を見せる女性に対し甘くなってしまう性格。
「どんな役にもなりきることができる」天才的な演技力を持ちながら、役者としての個性の乏しさの為に「万年通行人A」の座に甘んじている。その才能をグローバル=トラブル代理店に見出され、アルバイト募集のチラシを送られた。
御河割ユカ（みがわり ユカ）
グローバル=トラブル代理店2代目社長。私立聖ウルトラ学園に通う現役女子高生でもある。
強気で自分勝手な性格だが仕事には厳しく、亡き父の遺した会社を守るために日々奮戦する。仕事柄、人間の裏の顔を見てしまうことが多いため、他人に対し打ち解けることが苦手。金の為なら従業員を平気で危険にさらす守銭奴で、高校生でありながら酒豪でもある。巨乳だが、仕事上変装する際には邪魔になるためコンプレックスを抱いている。
御河割カナ（みがわり カナ）
ユカの母親。グローバル=トラブル代理店専務。かつてハリウッドで働いていた特殊メイクの専門家で、社内では変装用マスクなどの制作を主に担当する。
高校生の娘がいるとは思えない若々しい容姿で、冴内も最初はユカの姉だと思い込んでいた。あの手この手で冴内を度々誘惑し、その度に娘のユカに暴力的手段で止められている。社長業に囚われている娘を心配し、一人の女の子として自由に生きてほしいと願っている。
鳴鐘（なりかね）
外務大臣。子供っぽいわがままと問題発言を繰り返すセクハラオヤジ。サイナン共和国への訪問を予定していたが、とある事情により現地到着が数日間遅れることになったため、その間の身代わりを依頼する。
ハーラ・キトゥ
東南アジアの小国・サイナン共和国の女性兵士。陸軍治安維持部隊少佐。鳴鐘大臣（に変装した冴内）の護衛担当官を務める。約400年前の先祖が日本のサムライに強い影響を受け、その武士道精神を代々受け継いでおり、彼女自身もかなり偏った（そのくせ妙に的を射ている）日本観を持つ。愛剣「卒塔婆丸（そとばまる）」を常に佩き、何かにつけて振り回す癖がある。
香田（こうだ）
「劇団死期」に所属する冴内の役者仲間の青年。テレビ番組「閃光戦隊ゴーグルマン」にブラック役として出演しており、そのことがサイナン共和国で冴内の命を救うことになった。
緋色あかね（ひいろ あかね）
「劇団死期」に新しく入団した女性役者。他人の芝居を見抜くことが得意。先輩である冴内の演技を高く評価し、冴内本人に対しても想いを寄せるようになる。「緋色あかね」は芸名で、その出生にはとある秘密が隠されている。

## 単行本
- ヤングジャンプ・コミックス・ウルトラ（集英社）全1巻

1. 1999年3月24日（ISBN 4-08-875774-2）

## 裏・はたらくおじさん
『月刊コミックNORA』（学習研究社）1996年5月号および7月号に掲載され、その後同作者の同人誌『貸本』で継続的に発表され続けたシリーズ作品。子供向け教育番組の体裁を取っており、司会進行役の女性・眉椿いてる（まゆつばき いてる）とマスコットキャラクターのパペット・倭王（ワーキング）が「実在するかもしれない架空の職業・商売」を紹介するという内容になっている。
1. 風使い（『月刊コミックNORA』1996年5月号・『貸本零号』（1999年8月15日））
2. 裏戸籍係（『月刊コミックNORA』1996年7月号・『貸本零号』（1999年8月15日））
3. 虎退治（『貸本壱号』（1999年12月26日）
4. 奇跡屋（『貸本四号』（2002年8月11日））
5. 代理店（『貸本伍号』（2002年8月11日））
6. 都伝部（『貸本六号』（2002年12月30日））
7. ダサイナー（『貸本七号』（2003年8月17日））
8. 非日常回収業（『貸本八号』（2003年12月30日））
9. 複合科学者（『貸本玖号』（2004年12月30日））

なお、「代理店」の回にはグローバル=トラブル代理店の面々が登場し、『みがわりアクシデンツ』作中で語られることのなかった裏設定のいくつかが明かされている。